# Trigonosoma
Trigonosoma (лат.) — род мух из семейства платистоматид (Scholastinae, Platystomatidae).
Южная и Юго-Восточная Азия.

## Описание
Мелкие мухи (около 5 мм) с пёстрыми крыльями (с коринчеватыми отметинами). Голова чёрная или с жёлтыми пятнами (Trigonosoma cristiventre и Trigonosoma indicum). Общая окраска тела коричневая (Trigonosoma perilampiforme) или чёрная с белыми или жёлтыми отметинами. Биология малоизучена. Вид Trigonosoma decorum был обнаружен на нижней стороне листьев Hibiscus tiliaceus. Вид Trigonosoma albofasciatum обнаружен на Бетелевых пальмах.

## Классификация
Включает около 10 видов.
- Trigonosoma albofasciatum  (Meijere, 1904) — Пакистан
- Trigonosoma cristiventre  (Gerstaecker, 1860) — Филиппины (Samar, Mindanao); Molucas (Amboina, Ceram)[3]
- Trigonosoma decorum  (Meijere, 1911) — Вьетнам, Филиппины, Ява[4]
- Trigonosoma indicum  Steyskal, 1971 — Индия (Maharashtra)
- Trigonosoma perilampiforme  Gray, 1832 (=Trigonosoma perilampiformis)[5]
- Trigonosoma trigonatum  (Meijere, 1916) — Суматра[6]
- Trigonosoma tropida (Hendel, 1914) — Тайвань